# Fern Andra
Fern Andra (née Vernal Edna Andrews le 24 novembre 1894 à Watseka, Illinois et morte le 8 février 1974 à Aiken, Caroline du Sud) était une actrice, réalisatrice, scénariste et productrice américaine. Avec Henny Porten et Asta Nielsen, elle fut l'une des actrices les plus populaires des films muets allemands des années 1910.

## Biographie

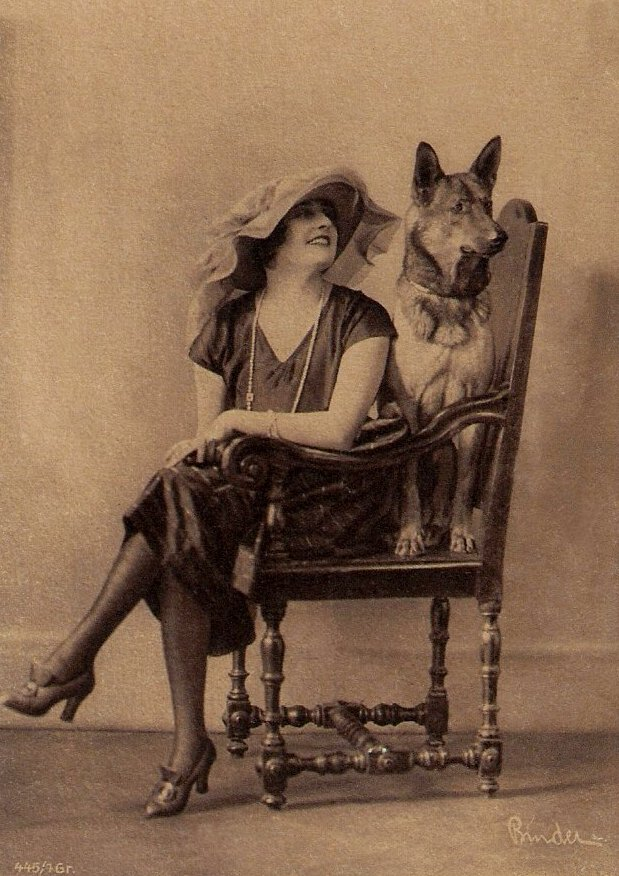
Fern Andra photographiée par Alexander Binder.

Fern Andra, fille d'un artiste de cirque et d'une chanteuse d'opéra, faisait déjà un numéro fil-de-fériste à l'âge de quatre ans. Elle apprit ensuite le chant et la danse et apparut  en 1899 dans son premier film à New York, une version de La Case de l'oncle Tom. Elle continua néanmoins à faire du cirque et fit une longue tournée en Amérique du Nord et en Europe, où elle rencontra Max Reinhardt qui lui donna des cours d'art dramatique.
En 1913, âgée de 19 ans, elle apparut dans son premier film allemand, Das Ave Maria, puis, encore peu connue, elle tourna en 1915 le seul film autrichien de sa carrière (Zwei Freunde) et commença à réaliser quelques films. C'est en 1920 qu'elle apparut dans Genuine, film d'horreur expressionniste de Robert Wiene.
Le 4 juillet 1922, elle fut l'une des victimes d'un accident d'avion où le pilote, Lothar von Richthofen, un as de l'aviation de la Première Guerre mondiale, fut tué. D'abord considérée comme morte, elle survécut.
En plus de Georg Bluen, elle fut l'épouse de Ian Keith, du Baron Friedrich von und zu Weichs, de Kurt Prenzel et de Samuel Edge Dockrell.

## Filmographie partielle

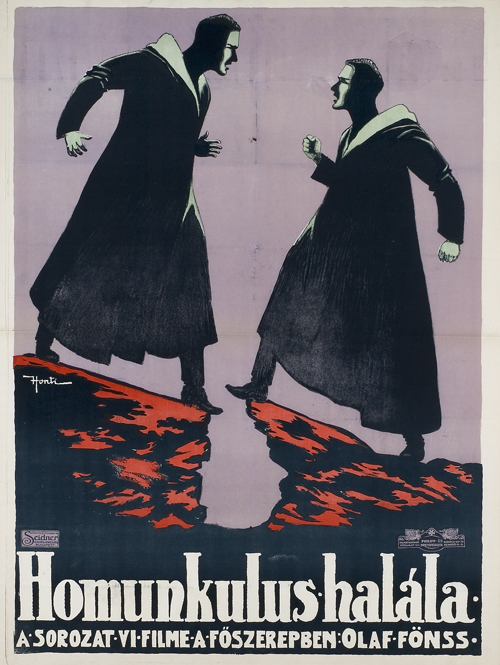
Affiche hongroise pour Homunculus.

- 1914 : Uncle Tom's Cabin (La Case de l'oncle Tom) de William Robert Daly
- 1916 : Homunculus d'Otto Rippert
- 1920 : Madame Récamier (en) de Joseph Delmont
- 1920 : Genuine de Robert Wiene
- 1920 : Die Nacht der Königin Isabeau de Robert Wiene
- 1924 : Za-la-Mort d'Emilio Ghione
- 1927 : Funkzauber de Richard Oswald
- 1930 : The Eyes of the World d'Henry King
- 1930 : Lotus Lady de Phil Rosen